# Andrej Konstantinovitj Nartov

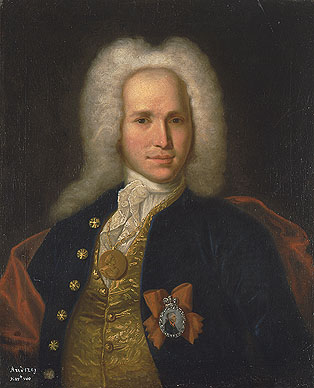
Andrej Konstantinovitj Nartov

Andrej Konstantinovitj Nartov (ryska: Андрей Константинович Нартов), född 10 april 1683 (gamla stilen: 28 mars), död 27 april (gamla stilen: 16 april) 1756, var en rysk författare och medhjälpare till tsar Peter I av Ryssland; far till Andrej Andrejevitj Nartov.
Nartov skickades 1718 av tsaren till Preussen, Nederländerna, Frankrike och England för att utbilda sig i svarvaryrket och studera mekanik. År 1724 väckte han förslag om inrättandet av en konstakademi och blev sedermera invald i ryska Vetenskapsakademien, närmast för att ordna alla instrument, som efter Peters I:s död överlämnades till akademien, och för att utföra en "triumfpelare" med reliefer av Peter I:s drabbningar, en plan, som dock ej kom till utförande. Han måste på grund av självrådighet och brutalitet snart lämna sin akademiska befattning.
Nartov författade Dostopamjatnyja povjestvovanija i retji Petra Velikago ("Berättelser och tal av Peter den store"; tryckt 1819, 1842) och Razskazy i anekdoty o Petrje Velikom ("Historier och anekdoter om Peter den store"; tryckt 1885, 1891). Dessa verks historiska värde har dock ifrågasatts, bland annat av Leonid Majkov.